# Mextitlán
Mextitlán är en ort i Mexiko.   Den ligger i kommunen Teloloapan och delstaten Guerrero, i den södra delen av landet, 140 km söder om huvudstaden Mexico City. Mextitlán ligger 701 meter över havet och antalet invånare är 145.
Terrängen runt Mextitlán är kuperad åt sydost, men åt nordväst är den bergig. Runt Mextitlán är det ganska tätbefolkat, med 116 invånare per kvadratkilometer. Närmaste större samhälle är Iguala de la Independencia, 10,6 km öster om Mextitlán. I omgivningarna runt Mextitlán växer huvudsakligen savannskog.